# Triphaenopsis punctisignata
Triphaenopsis punctisignata är en fjärilsart som beskrevs av Embrik Strand 1921. Triphaenopsis punctisignata ingår i släktet Triphaenopsis och familjen nattflyn. Inga underarter finns listade i Catalogue of Life.